# Arese
Pour les articles homonymes, voir Bartolomeo Arese et Franco Arese.
Arese est une commune italienne d'environ 20 000 habitants située dans la ville métropolitaine de Milan, en Lombardie, dans le Nord-Est de l'Italie.

## Géographie
La ville d'Arese est située au nord-ouest de Milan, à 15 kilomètres environ du chef-lieu.

## Économie
Dans les années 1960, le constructeur automobile Alfa Romeo installe à Arese une nouvelle usine destinée à produire le modèle Giulia. L'usine était si étendue, qu'elle était implantée également sur le territoire de deux communes voisines, Lainate et Garbagnate Milanese.
Depuis 2000, l'usine est désaffectée car le Groupe Fiat, maison-mère d'Alfa Romeo depuis 1986, a décidé de déplacer le centre d'études à Turin et les lignes de production dans la nouvelle usine de Pomigliano d'Arco, près de Naples, seul site de production encore actif.
Le 18 décembre 1976 a été inauguré le Musée historique Alfa Romeo, installé à Arese.

## Administration
| Période                                  | Période | Identité          | Étiquette | Qualité       |
| ---------------------------------------- | ------- | ----------------- | --------- | ------------- |
| juin                                     | 2009    | Gianluigi Fornaro | PdL       | Centre-Droite |
| Les données manquantes sont à compléter. |         |                   |           |               |

### Hameaux
Valera.

### Communes limitrophes
Lainate, Garbagnate Milanese, Bollate, Rho, Milan.

## Lieux touristiques
La Valera
Villa Lattuada-Settala-Marietti-Ricotti, connue comme La Valera, a été construite au XVIIIe siècle et se trouve dans la localité de Valera.